# Reprezentacja Szwecji na Mistrzostwach Świata w Narciarstwie Klasycznym 2011
Reprezentacja Szwecji na Mistrzostwach Świata w Narciarstwie Klasycznym 2011 liczy 16 sportowców.

## Medale

### Złote medale
Biegi narciarskie mężczyzn, sprint techniką dowolną: Marcus Hellner
Biegi narciarski kobiet, sprint drużynowy techniką klasyczną: Ida Ingemarsdotter i Charlotte Kalla

### Srebrne medale
Biegi narciarskie kobiet, sztafeta 4 x 5 km: Ida Ingemarsdotter, Anna Haag, Britta Norgren, Charlotte Kalla
Biegi narciarskie mężczyzn, sztafeta 4x10 km: Daniel Richardsson, Johan Olsson, Anders Södergren, Marcus Hellner

### Brązowe medale
Biegi narciarskie mężczyzn, sprint techniką dowolną: Emil Jönsson

## Wyniki

### Biegi narciarskie mężczyzn
Sprint
- Marcus Hellner - 1. miejsce
- Emil Jönsson - 3. miejsce
- Jesper Modin - 5. miejsce
- Teodor Peterson - 16. miejsce

Bieg łączony na 30 km
- Marcus Hellner - 6. miejsce
- Johan Olsson - 16. miejsce
- Anders Södergren - 20. miejsce
- Daniel Richardsson - 27. miejsce

Bieg na 15 km
- Johan Olsson - 17. miejsce
- Anders Södergren - 22. miejsce
- Marcus Hellner - 34. miejsce
- Daniel Richardsson - 42. miejsce

Sprint drużynowy
- Emil Jönsson, Jesper Modin - 7. miejsce

Sztafeta 4x10 km
- Daniel Richardsson, Johan Olsson, Anders Södergren, Marcus Hellner - 2. miejsce

Bieg na 50 km
- Daniel Richardsson - 7. miejsce
- Andreas Södergren - 14. miejsce
- Marcus Hellner - 15. miejsce
- Johan Olsson - 16. miejsce

### Biegi narciarskie kobiet
Sprint
- Charlotte Kalla - 8. miejsce
- Hanna Brodin - 10. miejsce
- Hanna Falk - 11. miejsce
- Ida Ingemarsdotter - 12. miejsce

Sprint drużynowy
- Ida Ingemarsdotter i Charlotte Kalla - 1. miejsce

Bieg łączony na 15 km
- Charlotte Kalla - 4. miejsce
- Maria Rydqvist - 6. miejsce
- Anna Haag - 10. miejsce
- Sara Lindborg - 30. miejsce

Bieg na 10 km
- Charlotte Kalla - 11. miejsce
- Anna Haag - 14. miejsce
- Sara Lindborg - 25. miejsce
- Ida Ingemarsdotter - 28. miejsce

Sztafeta 4x5 km
- Ida Ingemarsdotter, Anna Haag, Britta Norgren, Charlotte Kalla - 2. miejsce

Bieg na 30 km
- Charlotte Kalla - 4. miejsce
- Anna Haag - 10. miejsce
- Sara Lindborg - 30. miejsce
- Britta Norgren - 31. miejsce

### Skoki narciarskie mężczyzn
Konkurs indywidualny na skoczni normalnej
- Carl Nordin - 49. miejsce
- Fredrik Balkåsen - odpadł w kwalifikacjach

Konkurs indywidualny na skoczni dużej
- Carl Nordin - odpadł w kwalifikacjach
- Fredrik Balkåsen - odpadł w kwalifikacjach